# David Cabrera
David Cabrera Pujol (Città del Messico, 7 settembre 1989) è un ex calciatore messicano, di ruolo centrocampista.

## Caratteristiche tecniche
Centrocampista mancino, viene generalmente schierato al centro della mediana, dove svolge prevalentemente un lavoro di copertura, ma in alcune occasioni ha giocato come centrale difensivo o come terzino sinistro.

## Carriera

### Club
Entrato nelle giovanili dei Pumas a 13 anni, gioca con le varie squadre riserva della società, prima di avere l'occasione del debutto in prima squadra durante l'InterLiga nel 2008, che gioca da titolare. Esordisce il 2 gennaio nella vittoria contro il Monterrey per 0-1 restando in campo per tutto l'incontro, poi gioca le due seguenti partite contro San Luis (sconfitta per 2-0) e Cruz Azul (persa 0-1), nella quale viene sostituito al 65º da Fernando Santana. Nello stesso anno, all'inizio della stagione successiva, ha modo di giocare 4 partite della Concachampions, debuttando il 16 settembre contro il San Francisco FC, partita in cui riceve un'ammonizione. Alla seguente apparizione, contro il Luis Ángel Firpo, mette a segno i suoi primi due goal con la maglia dei Pumas: porta in vantaggio i suoi con un colpo di testa su cross di Jehu Chiapas all'11º, poi sigla il definitivo 3-0 su azione personale al 39º. In seguito gioca l'altra partita contro il Luis Ángel Firpo e quella contro gli Houston Dynamo, entrambe per intero.
In campionato fa il suo esordio il 24 agosto 2008 nella vittoria interna per 3-1 sul Pachuca, entrando nei minuti di recupero al posto di Fernando Morales. Fa delle brevi apparizioni anche nelle giornate successive contro Jaguares, Atlas e Tigres, tutte coincidenti con vittorie dei Pumas, poi viene schierato per la prima volta da titolare alla 15ª giornata contro i Chivas, match in cui occupa la posizione di terzino sinistro al posto di Efraín Velarde. Gioca dall'inizio anche l'andata del quarto di finale di Liguilla contro il Cruz Azul (terminato 0-0), ma è sostituito all'intervallo da Fernando Morales, concludendo il torneo con 6 presenze. La squadra sarà eliminata poi perdendo al ritorno per 1-3. Nel torneo di Clausura vinto dai Pumas invece trova poco spazio e colleziona unicamente 3 gettoni, subentrando nelle partite contro Monterrey all'ultima giornata, Estudiantes nel ritorno dei quarti di Liguilla (partita in cui rimedia anche la prima ammonizione in campionato) e Puebla nel ritorno delle semifinali.
Nella Concachampions 2009-2010 è uno dei protagonisti della squadra, giocando 8 partite, di cui 6 da titolare. Risulta fondamentale alla seconda giornata quando serve allo scadere l'assist per il pareggio 2-2 a Juan Francisco Palencia contro il W Connection, e si ripete alla giornata successiva contro il Real España mandando in rete Víctor Rosales per il goal del 2-0. Non gioca tuttavia le due semifinali contro il Cruz Azul, che elimina l'equipo universitario. In campionato, al contrario, dopo aver giocato dall'inizio la prima contro l'Atlas, viene riproposto in partenza solo alla settima contro l'Atlante (sfiorando nel finale il goal dell'1-1), poi solo due spezzoni di partita contro Jaguares e Indios all'ultima giornata. Nel Clausura non colleziona nemmeno una presenza.
Anche nell'Apertura 2010 ha poco spazio in prima squadra, e totalizza 3 sole presenze da subentrato contro Toluca, Santos Laguna ed Estudiantes, ma poi vive da protagonista il torneo di Clausura, che viene conquistato dai Pumas. Dopo una mezza partita disputata contro il Toluca alla prima giornata, viene mandato in campo alla quarta contro il Monterrey al posto di Luis Fernando Fuentes e serve l'assist per un gran goal di Javier Cortés, permettendo ai felinos di vincere la partita. Da lì in poi viene utilizzato in tutte le partite della fase regular, guadagnandosi il posto da titolare nelle partite contro San Luis, Jaguares, Estudiantes, Gallos Blancos e Necaxa. Non gioca l'andata del quarto di Liguilla contro il Monterrey, ma è schierato dall'inizio al ritorno (vittoria dei Pumas per 2-0) e nella semifinale contro i Chivas, in cui si fa espellere ricevendo due gialli in sei minuti alla fine del primo tempo (anche se la seconda, per il fallo su Omar Arellano, ha destato qualche polemica), saltando così il ritorno, in cui gli universitari si impongono per 2-0. In compenso torna in squadra nelle due finali contro il Morelia. L'andata si conclude sull'1-1, ma al ritorno i Pumas trionfano per 2-1 grazie al rigore di Palencia ed al gran goal di Javier Cortés che dà il settimo titolo nazionale al club auriazul.

### Nazionale
Nel 2009 è chiamato nella selezione Under-20 dal CT Juan Carlos Chávez per la partita di qualificazione al Mondiale di categoria contro i pari età costaricani, disputatasi il 7 marzo e persa per 0-1. Gioca i primi 45 minuti, ma poi viene sostituito dall'Avión Néstor Calderón. Rimane la sua unica presenza con la maglia tricolor.
Nel 2011 viene selezionato dal CT Luis Fernando Tena per far parte della lista dei convocati alla Copa América, alla quale il Messico si sarebbe presentato con una selezione Under-22, e gioca la partita amichevole contro il Toluca il 27 marzo partendo da titolare e venendo sostituito da Antonio Gallardo, ma a pochi giorni dalla presentazione delle liste ufficiali, viene rispedito a casa assieme a 7 altri giocatori perché visti nelle proprie camere d'albergo in compagnia di alcune prostitute. La sospensione continua in ottobre, quando non viene chiamato nell'Under-23 per i Giochi panamericani 2011, e termina nel 2012, quando viene chiamato per una partita dell'Under-23 in vista dei Giochi Olimpici di Londra.

## Statistiche

### Presenze e reti nei club
Statistiche aggiornate al 20 febbraio 2012.
| Stagione  | Squadra | Campionato | Campionato | Campionato | Coppe nazionali | Coppe nazionali | Coppe nazionali | Coppe continentali | Coppe continentali | Coppe continentali | Totale | Totale |
| Stagione  | Squadra | Comp       | Pres       | Reti       | Comp            | Pres            | Reti            | Comp               | Pres               | Reti               | Pres   | Reti   |
| --------- | ------- | ---------- | ---------- | ---------- | --------------- | --------------- | --------------- | ------------------ | ------------------ | ------------------ | ------ | ------ |
| 2007-2008 | Pumas   | LA+SD      | 6+16       | 0+3        | IL              | 3               | 0               | -                  | -                  | -                  | 25     | 3      |
| 2008-2009 | Pumas   | PD+LA      | 9+7        | 0          | -               | -               | -               | CCL                | 4                  | 2                  | 20     | 2      |
| 2009-2010 | Pumas   | PD+LA      | 4+13       | 0          | -               | -               | -               | CCL                | 8                  | 0                  | 25     | 0      |
| 2010-2011 | Pumas   | PD+LA      | 22+2       | 0          | -               | -               | -               | SL                 | 0                  | 0                  | 24     | 0      |
| 2011-2012 | Pumas   | PD         | 22         | 0          | -               | -               | -               | CCL                | 4                  | 0                  | 26     | 0      |
| Totale    | Totale  | Totale     | 101        | 3          |                 | 3               | 0               |                    | 16                 | 2                  | 120    | 5      |

## Palmarès

### Club
- Campionato messicano: 2

Pumas: Clausura 2009, Clausura 2011